# Balten

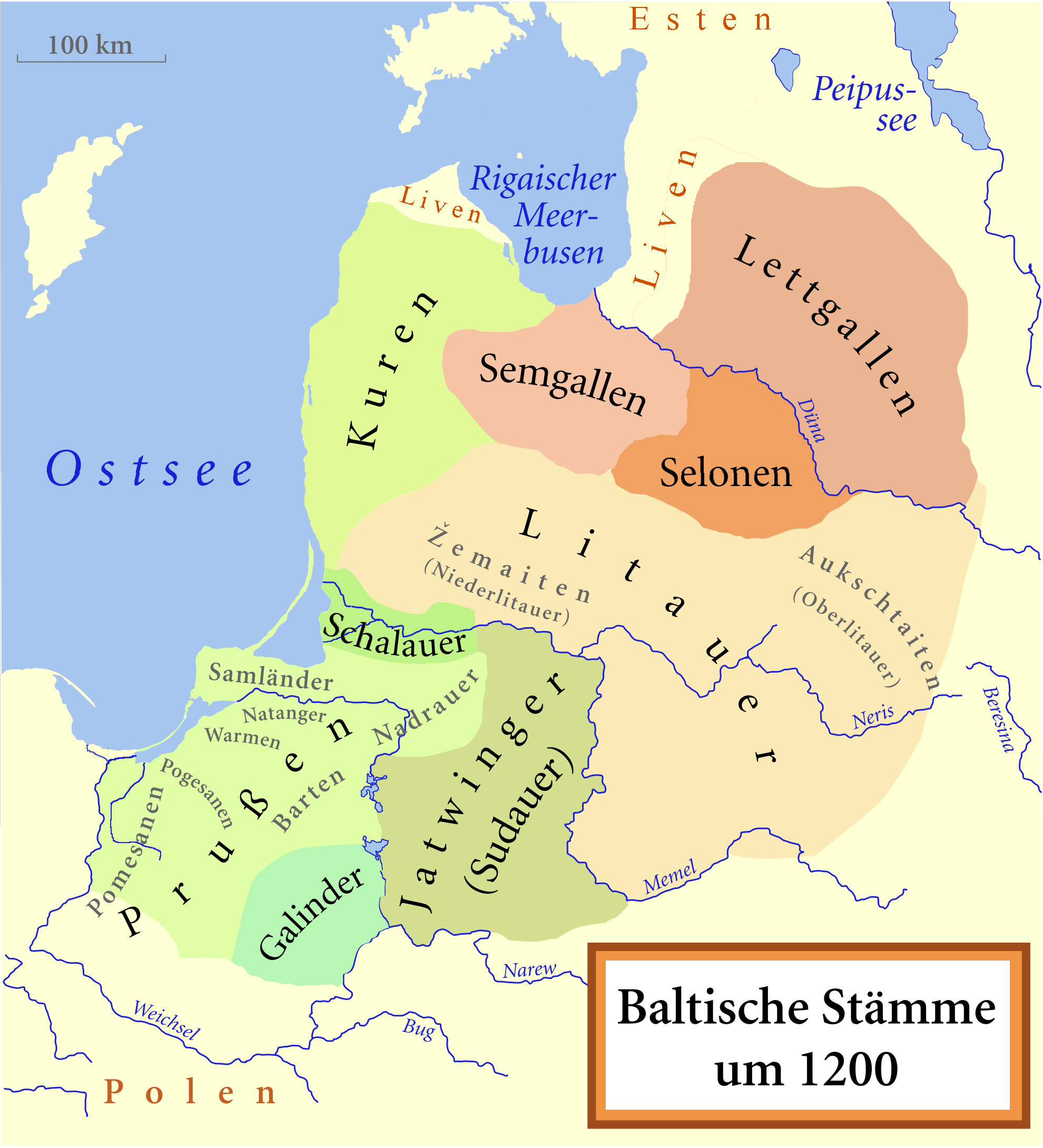
Baltische Stämme im 12. Jahrhundert

Als Balten (abgeleitet von Ostsee oder Baltische See) werden Stämme im Nordosten Europas bezeichnet, deren Sprachen u. a. neben denen der Kelten, Germanen, Slawen und Romanen einen Zweig der indogermanischen Sprachfamilie bilden. Dieser Zweig gliedert sich in mehrere Einzelsprachen, darunter die der Letten, Litauer, Prussen (Altpreußen) und Kuren sowie ein ausgestorbenes Idiom im Narew-Gebiet der Sudauer-Jatvinger. Bis auf Lettisch und Litauisch sind fast alle baltischen Sprachen heute ausgestorben.
Im Norden des Baltikums leben die Esten, die keine baltische Sprache sprechen, sondern mit den Finnen und Ungarn zur Familie der finno-ugrischen Sprachgemeinschaften gerechnet werden. Somit zählt Estland nur geografisch und politisch, nicht jedoch linguistisch zum Baltikum. Wird heute von den baltischen Staaten gesprochen, sind Estland, Lettland und Litauen gemeint.
Als Baltendeutsche wurde die deutschsprachige Bevölkerung in Estland und Lettland bezeichnet, die dort seit dem Hochmittelalter siedelte und bis ins 19. Jahrhundert die adlige und bürgerliche Oberschicht bildete.

## Ursprung und Verbreitung

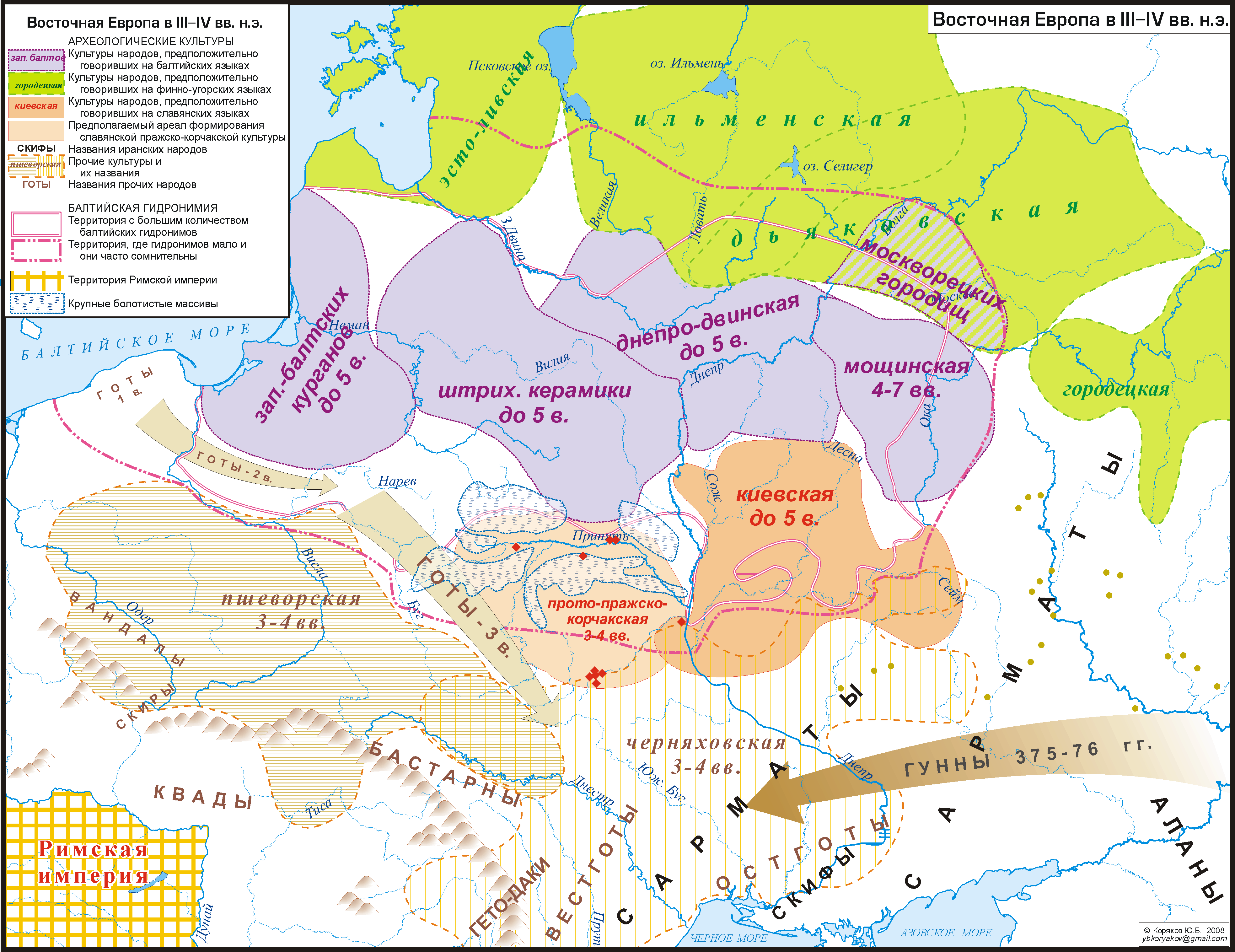
Osteuropa 3.–4. Jahrhundert. Baltische Kulturen (graulila) mit den Grenzen des häufigen (Doppelband) und sporadischen (Doppelpunkt-Strich-Band) Auftretens baltischer Hydronyme. Von West nach Ost: Westbaltische Hügelgräberkultur, Strichkeramik-Kultur, Dnepr-Dwina-Kultur, Moschtschiny-Kultur und Moskauer Kultur (schraffiert). Grün: finno-ugrische Kulturen, ocker: slawische frühe Prag-Kortschak-Kultur (heller, nach jüngeren Forschungen wahrscheinlich weiter verbreitet) und Kiewer Kultur (dunkleres ocker). Schwarze Schrift: iranische Stämme, graue Schrift: sonstige Kulturen und Stämme mit Expansion der Goten (grauer) und Hunnen (brauner Pfeil). Karte des Linguarium-Projektes der Lomonossow-Universität.

Wie bei vielen frühen Völkern liegt der Ursprung der Balten im Dunkeln. Zu ihrer Entstehung gibt es verschiedene Theorien. Die einflussreiche litauische Wissenschaftlerin Marija Gimbutas ging davon aus, dass die ersten Indogermanen das Baltikum um 3000 v. Chr. erreichten, wobei es sich nicht zwingend um die Vorfahren der Balten gehandelt haben muss, welche das Baltikum spätestens um 2800 v. Chr. mit der Schnurkeramik-Kultur erreicht hätten. Die Balten seien daraufhin aus einer Mischung mit den ansässigen Alteuropäern entstanden.
Jerzy Okulicz-Kozary bezeichnete als Urheimat der Balten das obere Dneprgebiet (Zentralweißrussland), da sich dort die ältesten baltischen Gewässernamen befänden. Von dort hätten sie sich nach und nach in andere Gebiete verbreitet. Łucja Okulicz-Kozaryn greift diese These auf und geht wie Kazimierz Buga davon aus, dass die Balten erst spät die Ostsee erreicht hätten. Nach ihr hätten sich die westbaltischen Stämme erst entlang der Memel Richtung Masuren verbreitet. Nördliche küstennahe Gebiete wie Samland und Natangen seien erst zu Beginn der europäischen Völkerwanderung baltisiert worden. Spätestens mit Beginn der Eisenzeit im 5. Jahrhundert v. Chr. kann in Ostpreußen und im Narew-Gebiet von einer baltischen Bevölkerung gesprochen werden; für Litauen und Lettland spätestens um Christi Geburt. Beide Bevölkerungsschübe kamen möglicherweise aus dem hypothetischen urbaltischen Dnepr-Gebiet.
Bis zum Beginn der Völkerwanderung erstreckte sich das baltische Siedlungsgebiet über ein riesiges Areal von der unteren Weichsel im Westen bis zum Oka bei Moskau im Osten und dem Pripet und dem Sejm im Süden. Während der Völkerwanderung kam es allerdings zu einer Slawisierung weiterer ehemals baltischer Räume. Die genauen Umstände dieser Landnahme sind nicht bekannt. Die archäologischen Befunde sprechen jedoch für einen friedlichen Vorgang. Es gibt weder Hinweise auf kriegerische Auseinandersetzungen, noch wurden bisher auffallend häufig vergrabene Wertgegenstände gefunden, wie sie in unruhigen Zeiten auftauchen. Die Slawen scheinen sich an neuen Siedlungsorten innerhalb der baltischen Gebiete angesiedelt zu haben, während Bestattungsplätze von beiden Gruppen gleichwohl genutzt wurden. Durch neue Techniken und die höhere Bevölkerungszahl der Slawen gingen die Balten nach einer Zeit des friedlichen Zusammenlebens in ihnen auf. Inwiefern es dennoch Konflikte oder Ressentiments zwischen den beiden Völkerschaften gab, kann nicht gesagt werden. Durch Krieg wurden später im 13. Jahrhundert indes die westbaltischen Völker (Prußen, Sudauer, Galinder) vom Deutschen Orden durch Kreuzzüge fast ausgerottet und im Laufe des Mittelalters schließlich assimiliert, wodurch die letzten Vertreter der Balten, die heutigen Letten und Litauer, übrig bleiben.

## Innere Unterteilung
Die Balten werden traditionell in die Gruppen der Westbalten und Ostbalten unterteilt. Deren kulturelle und sprachliche Unterschiede im Laufe der Geschichte wuchsen. In den 1980ern wurde von Walentin W. Sedow eine Dreiteilung der Balten vorgeschlagen, welche sich in die Westbalten, Mittelbalten (lettische und litauische Stämme) und Ostbalten (die unbekannten Stämme des Dnepr- und Okagebiets) teilte. Dieser Vorschlag konnte sich letztendlich, wohl auch wegen fehlender linguistischer Untermauerung, bisher nicht durchsetzen. Im Allgemeinen weiß man über die untergegangenen ostbaltischen Stämme sehr wenig, da schriftliche Quellen fehlen und man sich auf allein archäologische Befunde stützen kann. Insgesamt lässt sich ein gewisser Traditionalismus in der Entwicklung der baltischen Kulturen und eine Beständigkeit des Siedlungswesens feststellen. Gleichzeitig gab es eine beträchtliche kulturelle Gliederung und Differenzierung in kleine Räume.

## Geschichte

### Eisenzeit
Das Eisen erreicht den westbaltischen Raum in der Periode Hallstatt D (etwa 550 bis 440 v. Chr.). Zu dieser Zeit beginnt auch die Teilung zwischen West- und Ostbalten, da der ostbaltische Raum an diesen Entwicklungen erst später, etwa um Christi Geburt, teilnahm.
Mit der Einführung des Eisens und der vermuteten Einwanderung baltischer Völker entsteht in Ostpreußen, im Narewgebiet und an der litauischen Küste die westbaltische Hügelgräberkultur. Trotz der Eiseneinführung tauchen selbstgefertigte Eisengegenstände erst im 2. Jahrhundert n. Chr. in größeren Mengen auf. Von der nahen Lausitzer Kultur unterscheidet sich die westbaltische Hügelgräberkultur Kultur durch rundbögige Tongefäße und kleine Wehrsiedlungen anstelle größerer „Burgen“. Durch das Eisen setzen viele Veränderungen im gesellschaftlichen und wirtschaftlichen Leben ein. Aus Grabbeigaben ist abzulesen, dass die Fürsten an Macht und Einfluss gewinnen und die sozialen Unterschiede wachsen. Dem gegenüber steht die ostbaltische Burgbergkultur, welche zahlreiche verwandte Kulturen bis zum Gebiet des Oka bei Moskau vereint. Von dieser Kultur ist bisher nur ein Urnenfeld gefunden worden. Es kann daher nur wenig über ihre Bestattungsbräuche und ihre materielle Kultur gesagt werden.

### Römische Eisenzeit (Zeitenwende bis 400)
Die Vertreter der westbaltischen Hügelgräberkultur lebten an der sehr wichtigen Bernsteinstraße, über die der an der Ostsee gewonnene Bernstein in weite Teile Europas und des Mittelmeerraums befördert wurde. Durch den Bernsteinhandel standen sie – zumindest indirekt – mit vielen Völkern in Kontakt, unter anderem mit dem römischen Reich. Die baltischen Stämme boten wohl neben Bernstein auch Pelze, Honig und Wachs an und erhielten dafür Bronze und Silber, oft in Form von Münzen. Durch den Handel kommt es im westbaltischen Gebiet und im Westteil Litauens und Lettlands zu neuen Impulsen und einer Blütezeit. Eisen verbreitet sich immer weiter und es entsteht eine große Bronze- und Goldschmuckherstellung von seltener Qualität. Diese Veränderungen führten dazu, dass sich die Siedlungsstruktur zugunsten offener Siedlungen verschob, welche die Wehrsiedlungen größtenteils ablösten. In diese Zeit fällt auch die erste schriftliche Erwähnung der Balten bei Tacitus unter der Bezeichnung aestii (Ästier), der später auf die finno-ugrischen Esten übergeht. Die später überlieferten baltischen Stämme des Mittelalters bestehen vermutlich schon um diese Zeit, da der Geograph Claudius Ptolemäus bereits im 2. Jahrhundert n. Chr. auf seinem Atlas die Stämme der Galindai und Soudinoi auf dem Gebiet eintrug, welches später von den Galindern und Sudauern bewohnt wurde.
Östlich der genannten Gebiete fehlen diese Impulse oder werden nur vereinzelt aufgenommen. Ausnahmen bilden hier das Land um die Memel und die litauischen Küstengebiete, die ebenfalls am Handel beteiligt sind. Im Osten verharrt die materielle Kultur auf der Stufe der Strichkeramikkultur. Aus dieser Zeit sind auch mehr Funde aus Hügelgräbern bekannt, weswegen man mehr über die damaligen Lebensumstände sagen kann. Das litauische Material unterscheidet sich wesentlich vom prußischen und jatwingischen und weist deutlich mehr örtliche, vom europäischen Stil abweichende, Eigenheiten auf.

### Völkerwanderungszeit und ostbaltische mittlere Eisenzeit (400–800)

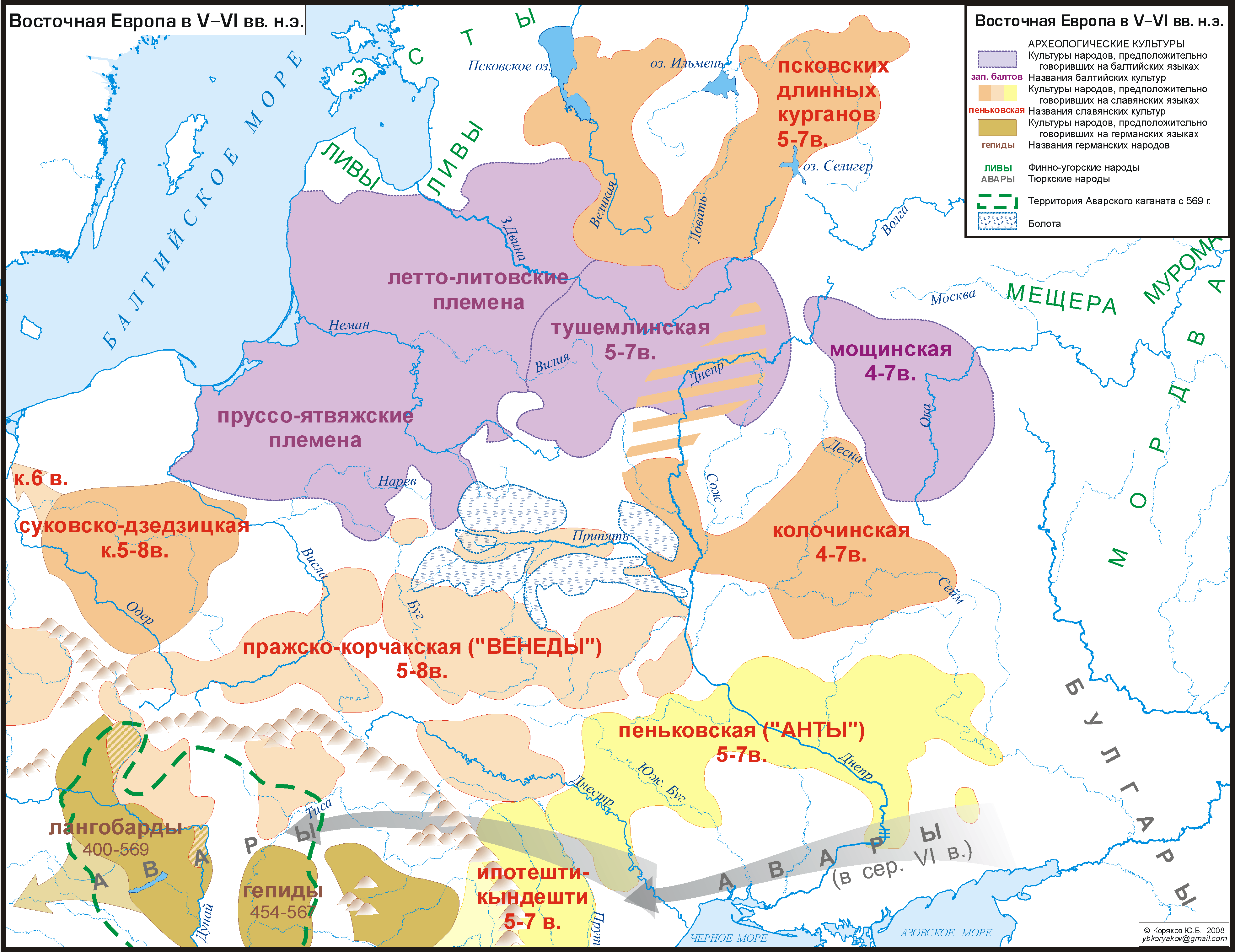
Osteuropa 5.–6. Jahrhundert. Balten (violett), v. W. n. O.: Pruzzisch-jatwingische Stämme, lettisch-litauische Stämme, Tuschemlja-Kultur und Moschtschiny-Kultur. Hellbraun, rosa und gelb: expandierende slawische Gruppen, dunkles braun: germanische Restgruppen u. a. Linguarium-Karte.

Die westbaltische Kultur erlitt während der Völkerwanderungszeit keine größeren Störungen. Stattdessen breiten sich die Westbalten auf der Elbinger Hochfläche und im Gebiet der unteren Weichsel aus. Die Ausbreitung auf der Hochebene scheint friedlich verlaufen zu sein, während an der unteren Weichsel zahlreiche vergrabene Edelmetallfunde durchaus für ein gewaltsames Eindringen der Prußen sprechen. Später breiten sich auch die Kuren nach Norden in bisher livisches Gebiet aus.

Europa im Jahr 814 - Zu Zeiten von Karl des Großen

Im Süden beginnt nun die slawische Expansion, wodurch weite Teile des ostbaltischen Gebietes friedlich slawisiert werden. Sprachliche und kulturelle Nachklänge der Balten sind trotzdem bei den Ostslawen festzustellen. Der Stamm der Kriwitschen übernahm beispielshalber das baltische Hügelgrab als Bestattungsritus. Namentlich tauchen von diesen verschwundenen Stämmen nur die Ost-Galinder um Smolensk in einer altrussischen Chronik des 12. Jahrhunderts auf. Aufgrund dieses slawischen Druckes rücken die lettischen Stämme weiter nach Westen und Norden vor. Diese Grenzen haben, abgesehen von der kurisch-livischen Grenze, bis ins 13. Jahrhundert und vielfach bis heute Bestand. Außerdem bilden sich spätestens jetzt auch auf ostbaltischem Gebiete die Völker, die wir aus den Quellen der Kreuzritter kennen. Die Gebietsgemeinschaften festigen sich und im dritten Viertel des ersten Jahrtausends entsteht das Territorialsystem, dessen Grundlage die Burgkreise bilden, in denen die Herrscher residieren. Alte Burgwälle werden ausgebaut und viele neue Burgen errichtet. Unter ihnen stehen nun die Freien und Unfreien. Gleichzeitig entstehen die ersten frühen stadtähnlichen Formen, aus denen in Einzelfällen schließlich Städte werden.

### Späte ostbaltische Eisenzeit (800–1200)

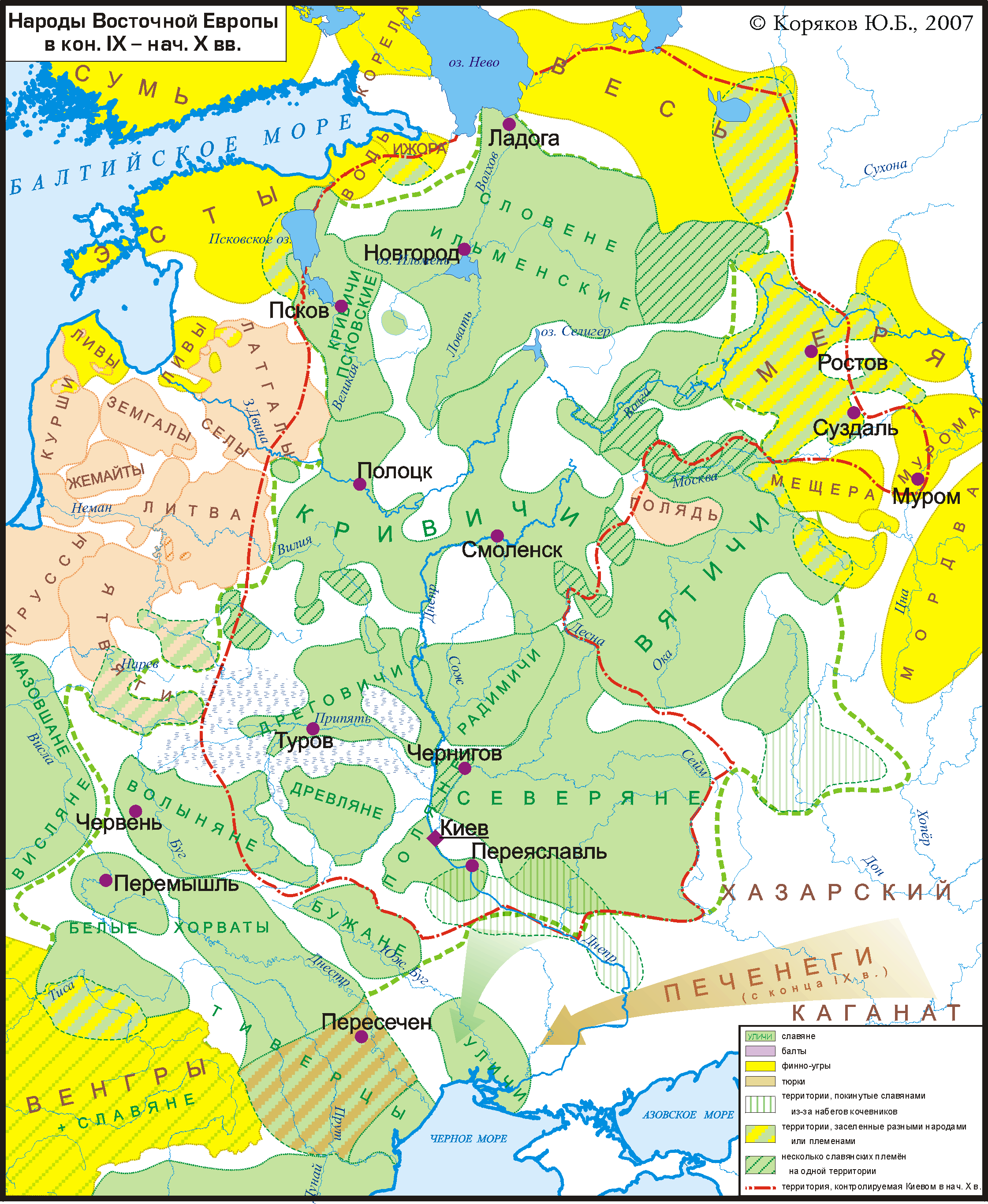
Osteuropa 9.–10. Jahrhundert. Rosa: baltische Stämme, darunter im Osten Goljad, grün: slawische Stämme, gelb: finno-ugrische Stämme, braun: Turkstämme, rote Grenze: Ausdehnung der Kiewer Rus. Linguarium-Karte.

Im 9. und 10. Jahrhundert war die Entwicklung so weit, dass die Prußen möglicherweise ein Staatswesen errichtet hätten. In diese Zeit fällt jedoch die Umstrukturierung der Handelswege. Der Dnepr wird erschlossen und der wichtigste Handelsweg umgeht nun die baltischen Gebiete. Außerdem ändern sich mit der Gründung des polnischen und des altrussischen Staates die politischen Gegebenheiten. Die prußischen Handelsstädte Truso und Wiskiauten erleben einen Niedergang. In diese Zeit fällt auch eine beschleunigte Entwicklung im ostbaltischen Bereich, der so das Niveau der westbaltischen Region erreicht. Besonders die Aukschtaiten übernehmen nun eine Führungsrolle. Zu Beginn des 2. Jahrtausends beginnen sie auch eigene Münzen zu prägen, die sich an altrussische Modelle anlehnen. Zwischen 1201 und 1236 fielen litauische Stämme 40-mal in benachbarte Länder ein, wobei sie viel Beute machten.

## Gesellschaftsgliederung
Die Gesellschaft der Balten war einigen Veränderungen ausgesetzt. Es wechselten Perioden mit klar gegliederter Hierarchie und egalitäre Abschnitte. In der Eisenzeit herrschten die Burgherren über die um sie liegenden Dörfer. Die Burggebiete konnten sich wiederum zu Ländern zusammenschließen, die eine Herrschaft bildeten. Anfang des 13. Jahrhunderts führte der Burgberg Lamekins viele Burggebiete in Mittelkurland. Der Herrschaftsanspruch des Fürsten konnte erblich sein oder an seine Person gebunden sein.
Eine regional sehr unterschiedliche Rolle spielten die Ältesten, die besonders in Kriegszeiten wichtige Entscheidungen trafen. Bei politischen und wirtschaftlichen Fragen mussten aber auch sie die Interessen der oberen Bevölkerungsschichten berücksichtigen. Besonders wichtige Entscheidungen traf eine Versammlung dieser Führungspersönlichkeiten eines Gebietes an der auch alle freien Bewohner teilnehmen durften. Die Ältesten konnten den freien Bewohnern auch befehlen am Festungsbau mitzuhelfen oder an Plünderungen teilzunehmen.

## Siedlungswesen
Die baltischen Völker hatten unterschiedliche Siedlungsarten. Frühe Wehrsiedlungen des westbaltischen Bereiches teilen sich in hochgelegene befestigte Orte und Pfahlbauten am oder im Wasser. Offene Siedlungen kamen damals im westbaltischen Gebiete sehr selten vor, während sie im ostbaltischen Gebiet bis in die mittlere Eisenzeit die Regel waren. Die Wehrsiedlungen waren durch Palisaden geschützt, was auch auf Wassersiedlungen zutraf, deren Palisaden in den Seegrund gerammt wurden. Später gruppierten sich im gesamten baltischen Gebiet um die Burgberge auch offene Siedlungen, die man in natürlicher Verteidigungslage in der Nähe von Seen, Flüssen oder Mooren anlegte. Die stark umwallten Burgberge entwickeln sich zu Wirtschafts- und Verwaltungszentren der umliegenden Dörfer. Mit der zunehmenden Bedeutung des höheren Schichten nehmen auch die Burgberge an Bedeutung und Mächtigkeit zu. Ein Beispiel bildet die Burg des aukschtaitischen Herren in Nemenčinė, die im 11. Jahrhundert an der zugänglichsten Stelle einen Wall von 24 m Breite und 10 m Höhe besaß. Der Innenhof war bereits von Steinmauern umgeben.
Die einfachen Häuser der Balten waren rechteckige Blockbauten oder Pfostenhäuser und hatten Ausmaße von bis zu 6 × 8 m. Kreisförmige Feuerstellen aus Stein befanden sich in ihnen.

## Ernährung
Die Balten lebten hauptsächlich von Ackerbau und Viehzucht, wobei Viehzucht überwog. Rinder und Kühe waren die wichtigsten Nutztiere, gefolgt von Schaf, Ziege, Pferd und als letztem dem Schwein. Daneben bauten die baltischen Stämme Getreide und Gemüse an, deren Erträge in Grubenhäusern mit einer Tiefe 1 bis 2 m gelagert wurden. Das hohe Niveau des Ackerbaus erlaubte die Vorratsspeicherung in größerem Umfang. Von den Getreidepflanzen scheinen Hirse und Gerste am wichtigsten gewesen zu sein, gefolgt von Weizen, Hafer und Emmer. Später kam auch Roggen hinzu. Des Weiteren fand man oft Überbleibsel von Bohnen, Erbsen und Himbeerfrüchten. Außerdem fand man gelegentlich landwirtschaftliche Werkzeuge, wie einen eisernen Spatenpflug, was uns Auskunft über die bäuerliche Arbeit gibt. So verwendeten Kuren und Semgallen Sensen, wohingegen die Selen und Lettgallen Sicheln benutzten, was auf Unterschiede in der Landwirtschaft hindeuten kann, über deren Ausmaß wir noch nichts sagen können. Jagd und Fischfang spielten auch eine Rolle. Generell kann gesagt werden, dass die Bedeutung der Jagd von Westen nach Osten zunahm und im Laufe der Zeit insgesamt schrumpfte. So spielte in der bronzezeitlichen ostbaltischen Burgbergkultur Ackerbau nur eine untergeordnete Rolle. Viehzucht und Jagen waren wichtiger und pflanzliche Nahrung wurde meist durch Sammeln beschafft. Im eisenzeitlichen ostbaltischen Burgberg Ogres Ķenteskalns betrug der Anteil der Wildtierknochen unter den Knochenabfällen dann nur noch 14,1 %, in der Siedlung 9,6 %. Gejagt wurden unter anderem Auerochsen, Rehe, Elche und Biber. Wirtschaftliche Bedeutung hatten vor allem große Fische wie Stör, Lachs, Wels und Hecht. Bienenzucht war den Balten auch bekannt und gewann stets an Bedeutung.

## Handel
Durch den weitreichenden Handel zeigten die baltischen Völker einen für Europa ungewöhnlichen Wohlstand. Viele Handelsgüter aus allen Teilen Europas konnten in den Gräbern gefunden werden, da durch baltische Gebiete der Handelsweg zwischen Schwarzem Meer und Ostsee verlief. Im Mittelalter bildeten sich dort multiethnische Handelsstädte wie Truso und Wiskiauten bei den Prussen und Grobiņa bei den Kuren. Der Handel wurde mit seetüchtigen Schiffen durchgeführt. Besonders die Kuren gingen jedoch ebenso auf Raubzüge und waren im ganzen Ostseegebiet gefürchtet. Laut Heinrich von Lettland nahmen um 1200 an einem solchen Raubzug etwa 300 Schiffe teil. Spätere Umwälzungen der Handelswege beendeten die Blütezeit Tursos etc. Daraufhin bauten die Aukschtaiten ihre Bedeutung im Handel aus, da sie leichteren Zugang zu den neuen Handelszentren wie Nowgorod oder Grodno hatten.

## Glaubenswelt
Begräbnisriten und, damit verbunden wohl auch die Glaubenswelt, waren bei den Balten stets von Änderungen beeinflusst. Bezüglich der Bestattungsriten lassen sich kleine Areale feststellen, die einen mitunter diffusen Flickenteppich verschiedener Riten bilden. Im Großen und Ganzen lassen sich deutliche Unterschiede zwischen Frauen- und Männergräbern feststellen. Frauen bekamen Schmuck mit ins Grab, während Männergräber Waffen enthalten und nicht selten durch Pferdebestattungen begleitet wurden. Zu Beginn des Mittelalters wächst die soziale Ungleichheit, wodurch es mehr Gräber mit spärlichen Grabbeigaben gibt.

## Sprache
Die baltischen Sprachen sind bekannt für ihre hohe Konservativität. Sie haben also zahlreiche Altertümlichkeiten der indo-europäischen Ursprache erhalten. Bevor sich die baltischen Sprachen aufteilten, bestand eine urbaltische Sprache, die aus einigen Zügen abgeleitet werden kann, welche nur die baltischen Sprachen besitzen:
Die Personalformen der Verben unterscheiden in der dritten Person im Gegensatz zu den Personalpronomen nicht zwischen Singular, Dual und Plural. So heißt es im Litauischen: jis yra (er ist), juodu yra (sie beide sind), jie yra (sie sind). Es gibt zahlreiche übereinstimmende Wortbildungstypen in den baltischen Sprachen. Speziell baltische Wortschöpfungen sind z. B. „Eiche“ (lit. ažuolas, lett. ozols, altpr. ansonis), „Hirsch“ (lit. und lett. briedis, altpr. braydis), „andere“ – (lit. kitas, lett. cits, altpr. kits) oder „die See“ (lit. und lett. jūra, altpr. jūris).